# Puente Reina Alejandrina
El puente Reina Alejandrina (en danés: Dronning Alexandrines Bro) es un puente en arco de 746 m de longitud que cruza el Ulvsund, el estrecho entre las islas de Selandia y Møn, en Dinamarca. Es también conocido como "puente de Møn" (Mønbroen).
Se abrió al tráfico el 30 de mayo de 1943, y recibió el nombre de la reina Alejandrina, consorte de Cristián X de Dinamarca. El puente reemplazó la ruta de transbordadores entre los poblados de Kalvehave (Selandia) y Koster (Møn).
Mide 746 metros de longitud. El arco central, construido en acero, es el más ancho, midiendo 127,5 m; aquí se alcanza la mayor altura, que es de 26 m. El resto de los arcos son de hormigón, con anchuras y alturas diferentes. La obra fue proyectada por el ingeniero civil Anker Engelund (1889-1961).
El Puente Reina Alejandrina aparece en los billetes de 500 coronas de la serie de 2009.